# Christian Friedrich Tiede

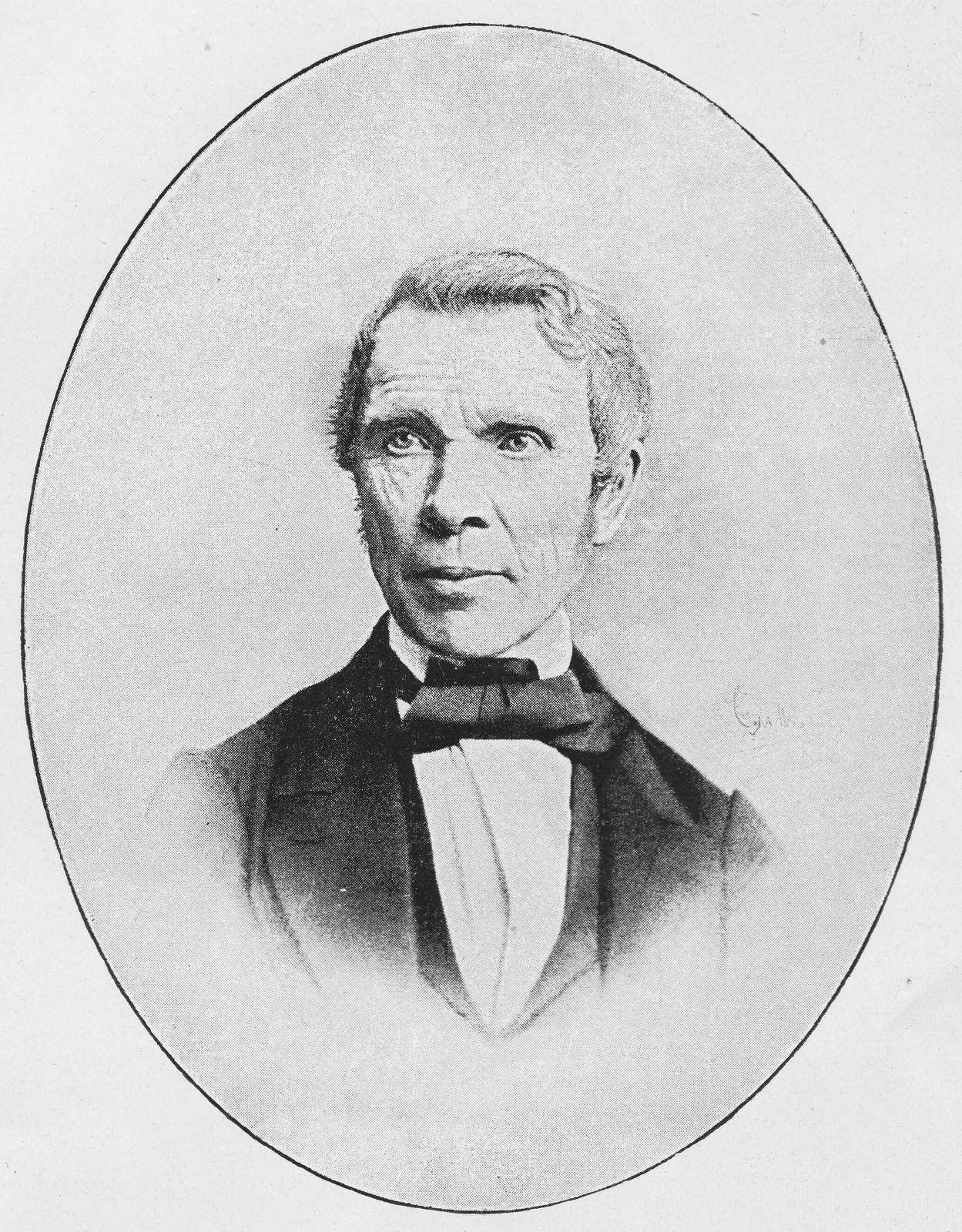
Christian Friedrich Tiede

Christian Friedrich Tiede (* 22. August 1794 in Neubukow (Mecklenburg-Vorpommern); † 12. Oktober 1877 in Berlin) war ein deutscher Uhrmacher und Marinechronometerbauer.

## Leben und Werk
Christian Friedrich Tiede lernte er bei seinem Vater die Schlosserei. Aus Gesundheitsgründen musste er jedoch einen anderen Beruf wählen und absolvierte eine Uhrmacherlehre in Wismar. Danach arbeitete er fünf Jahre bei Antoine Niclas Delolme (1752–1836) in Braunschweig, dann in Leipzig und in Dresden bei Johann Christian Friedrich Gutkaes sen., wo er eine Freundschaft mit Ferdinand Adolph Lange schloss. 
1825 zog er nach Berlin und begann in seiner eigenen Werkstatt zu arbeiten. In dieser Periode baute er sein erstes Taschenchronometer. Am 6. Oktober 1828 beantragte Alexander von Humboldt für die Berliner Sternwarte den Ankauf eines Chronometers bei Tiede. Durch Fürsprache des Geheimrats Christian Peter Wilhelm Beuth erhielt Tiede eine große Drehbank als Geschenk der Regierung. Tiede benötigte diese Drehbank, um Präzisionspendeluhren für Sternwarten bauen zu können. 
1838 wurde er zum Königlichen Astronomischer und Hofuhrmacher ernannt.
Bei der Gewerbeausstellung von 1844 im damaligen Zeughaus von Berlin war Tiede Mitglied der Jury und erhielt später eine Goldmedaille für seine Exponate. Ihm oblag auch die Instandhaltung der damaligen drei Hauptuhren der Akademie, Universität und der Post.
1846 bekam er den Roten Adlerorden IV. Klasse verliehen.
Im Jahr 1854 beschloss das Königlich-Preußische Generalpostamt in Berlin alle Postämter in Preußen mit Dienstuhren auszustatten. Auf Empfehlung Tiedes wurde dieser staatliche Auftrag an die noch junge und unbekannte Firma Gustav Becker in Freiburg in Schlesien vergeben, was entscheidend zu deren wirtschaftlichen Stabilisierung und damit zu deren Aufbau beitrug.
Christian Friedrich Tiede verstarb am 12. Oktober 1877 in Berlin.

## Uhrenfabrikation
Tiede fertigte ca. 350 Marinechronometer und hochfeine Pendeluhren mit einer Schwerkrafthemmung. 
Seine astronomischen Pendeluhren kamen weltweit zum Einsatz. 
Die Werkstatt wurde von seinem ältesten Sohn Bernhard Theodor Friedrich Tiede weitergeführt. 